# 성녀와 마녀 (드라마)
《성녀와 마녀》는 2003년 9월 22일부터 2004년 4월 24일까지 방영된 MBC 아침드라마이며, 소설극장의 두 번째 작품이다.

## 등장 인물

### 주요 인물
- 서유정(문하란) : 26~30세, 수영 아내
- 최유정(오형숙, 젊은 오국주) : 25~29세, 디자이너
- 정찬(안수영) : 28~32세, 건축설계사
- 김민경(안수미) : 25~29세, 수영 동생, 형숙 대학 친구
- 전재룡(허세준) : 27~31세, 화가, 현태 이종사촌 동생
- 박동빈(박현태) : 수영 중고등학교 동창, 세준 이종사촌 형, 현재 스포츠 신문 연예부 기자

### 주변 인물
- 임동진(안원석) : 50세, 수영 아버지
- 오미연(신 여사) : 52세, 원석 아내, 수영 수미 어머니
- 유혜리(오국주) : 형숙 생모. 천성적 요부
- 엄유신(하란 어머니)
- 한인수(오정환) : 형숙 양부
- 김보연(배 여사) : 형숙 양모
- 최성호(한영진) : 수영하고 현태의 고등학교 친구, 디자인 기획 회사 사원
- 경인선(최연순) : 40세, 하란의 이모
- 오협(유민석)

### 그 외 인물
- 안세미(수형 여직원)
- 유재량, 김일웅, 김태형, 지원, 이정우, 권선영, 서범식, 최세환, 이현우, 배소연, 김우영, 현정은, 전수지, 염재욱, 지양명

## 참고 사항
- 애정 문제로 인한 60대 유부남의 동반자살 시도, 치정으로 인한 복수극을 하는 등 비윤리적 내용으로 방송의 공적 책임을 다하지 못하고 있다며 내용을 개선토록 ‘권고’ 조치를 내렸다.[1]